# 特奥多尔·芒努斯·弗里斯
特奥多尔·芒努斯·弗里斯 （英語：. 1832年10月28日 - 1913年3月29日），瑞典植物學家、地衣學家和北極探險家。他是真菌學家埃利亚斯·芒努斯·弗里斯 (Elias Magnus Fries) 的兒子。
弗里斯繼承父親的遺志，學習植物學，並於1857年在烏普薩拉大學取得博士學位。他在1858年出版的一份有關地衣屬珊瑚枝衣属 (Stereocaulon) 的評論中引入了 phyllocladium 一詞。他於1865年成為瑞典皇家科學院院士，並於 1877 年成為烏普薩拉大學的植物學和應用經濟學教授。弗里斯編輯了多本 exsiccata 系列。他最著名的作品是《北歐地衣學》 (Lichenographia scandinavica) (1871-1874)。他還為卡尔·林奈 (Carl Linnaeus) 撰寫了兩冊傳記 (1903)。
弗里斯參加了1868年和1871年由阿道夫·埃里克·诺登舍尔德 (Adolf Erik Nordenskiöld) 領導的兩次北極探險。1893年至1899年，他擔任烏普薩拉大學副校長。他的兒子 Thore Christian Elias Fries 和罗伯特·埃利亚斯·弗里斯 (Robert Elias Fries) 也成為植物學家。

## 参阅
- Category:特奥多尔·芒努斯·弗里斯命名的生物分类

## 外部鏈接
- Th. M. Fries (1832-1913), a Grand Scandinavian Lichenologist. The Bryologist 104 (4):537-542
- Works by Theodor Magnus Fries
- Biography (Mushroom the Journal)